# Distretto di Linzi
Il distretto di Linzi (临淄区S, Línzī QūP) è un distretto della Cina, situato nella provincia dello Shandong e amministrato dalla prefettura di Zibo.